# 段國垣
段國垣（?—?），山西省稷山縣人，清朝政治人物、進士出身。
光緒三十年，會試第95名；殿試登進士二甲96名，后授以主事分部學習。